# فرودگاه پییشتانی
 فرودگاه پییشتانی (به انگلیسی: Piešťany Airport) (به زبان بومی: Letisko Piešťany) یک فرودگاه همگانی با کد یاتا PZY است که یک باند فرود آسفالت دارد و طول باند آن ۲۰۰۰ متر است. این فرودگاه در کشور اسلواکی قرار دارد و در ارتفاع ۱۶۶ متری از سطح دریا واقع شده است.